# Islote Huemul
El islote Huemul o islote Clavo es un islote del archipiélago Palmer situado frente a la costa norte de isla Trinidad, inmediatamente frente a la punta Cóndor, al noroeste del canal Orleans.
El nombre fue dado por la 1° Expedición Antártica Chilena que se realizó en los años 1946-1947, bajo la dirección del comodoro Federico Guesalaga Toro, en honor al huemul, uno de los animales que aparece en el escudo nacional Chile.

## Reclamaciones territoriales
Argentina incluye al islote en el departamento Antártida Argentina dentro de la provincia de Tierra del Fuego, Antártida e Islas del Atlántico Sur; para Chile forma parte de la comuna Antártica de la provincia Antártica Chilena dentro de la Región de Magallanes y de la Antártica Chilena; y para el Reino Unido integra el Territorio Antártico Británico. Las tres reclamaciones están sujetas a las disposiciones del Tratado Antártico.
Nomenclatura de los países reclamantes:
- Argentina: islote Clavo
- Chile: islote Huemul
- Reino Unido: Megaptera Island

Nomenclatura de otros países:
- Estados Unidos: Huemul Island